# تاریخ نظامی فنلاند

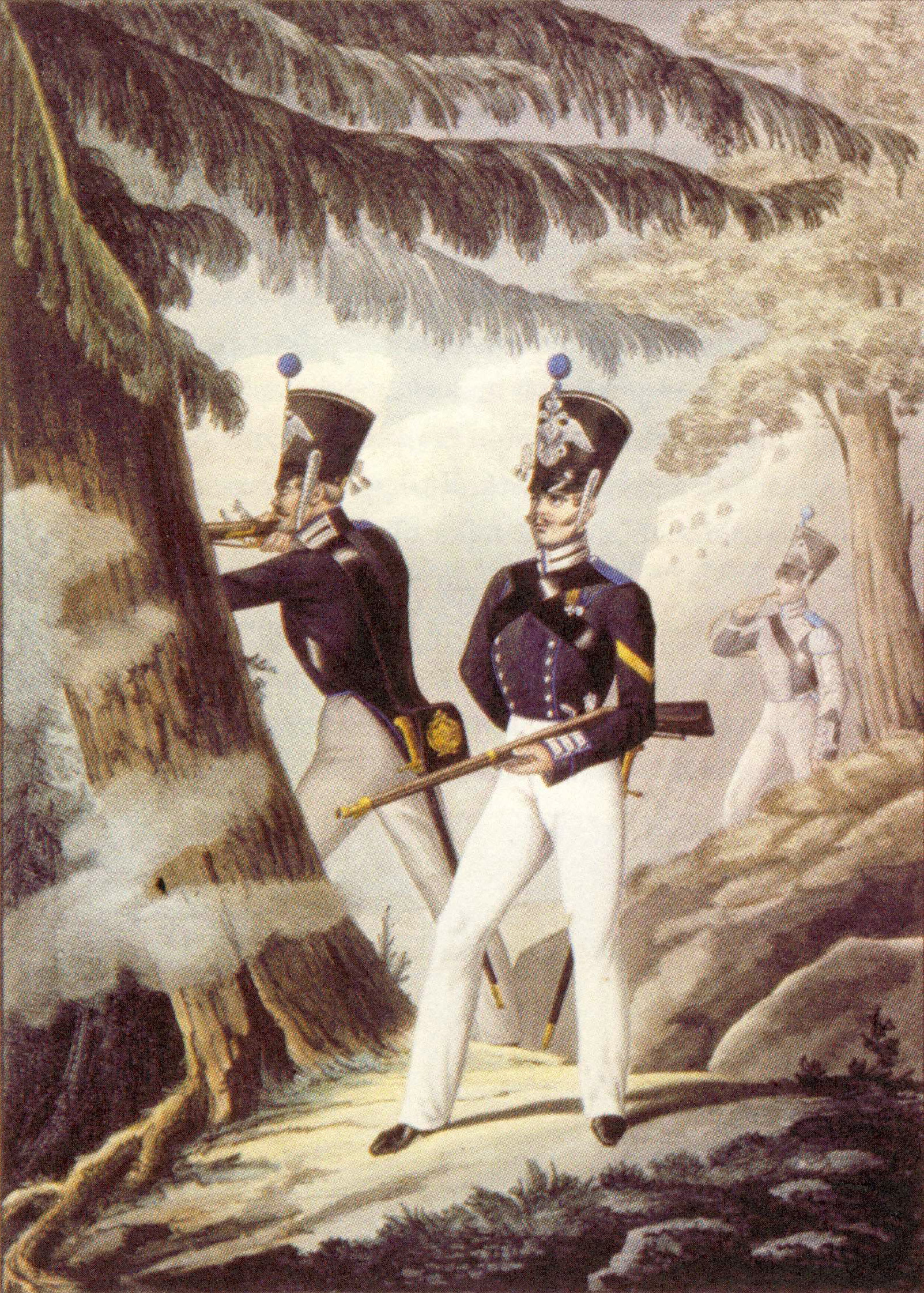
اعضای گردان تفنگداران گارد فنلاند دوک‌نشین بزرگ فنلاند، فرماندار کل امپراتوری روسیه، در حدود ۱۸۳۰.

تاریخ نظامی فنلاند شامل صدها سال عملیات مسلحانه در قلمرو فنلاند مدرن است.

## ماقبل تاریخ
فنلاند برای اولین بار در حدود ۸۳۰۰ سال قبل از میلاد، یعنی بلافاصله پس از آخرین عصر یخبندان، سکنه داشت. شواهد باستان‌شناختی مربوط به جنگ‌های ماقبل تاریخ تا حد زیادی ناقص است، عمدتاً به این دلیل که اسکلت‌های ماقبل تاریخ که در خاک فنلاند بدست آمدند دارای آسیب‌های شدید بودند. از عصر برنز (۱۵۰۰ تا ۵۰۰ قبل از میلاد) به بعد، سلاح‌های پیشرفته‌تر مانند تبرهای جنگی و شمشیرها، در پرونده باستان‌شناسی بدست آمده‌است. همچنین شواهدی از تپه‌قلعه از همان دوره وجود دارد. سلاح‌هایی از عصر آهن روم (۱ تا ۴۰۰ پس از میلاد) به بعد نیز یافت شده‌است.

## قرون وسطی

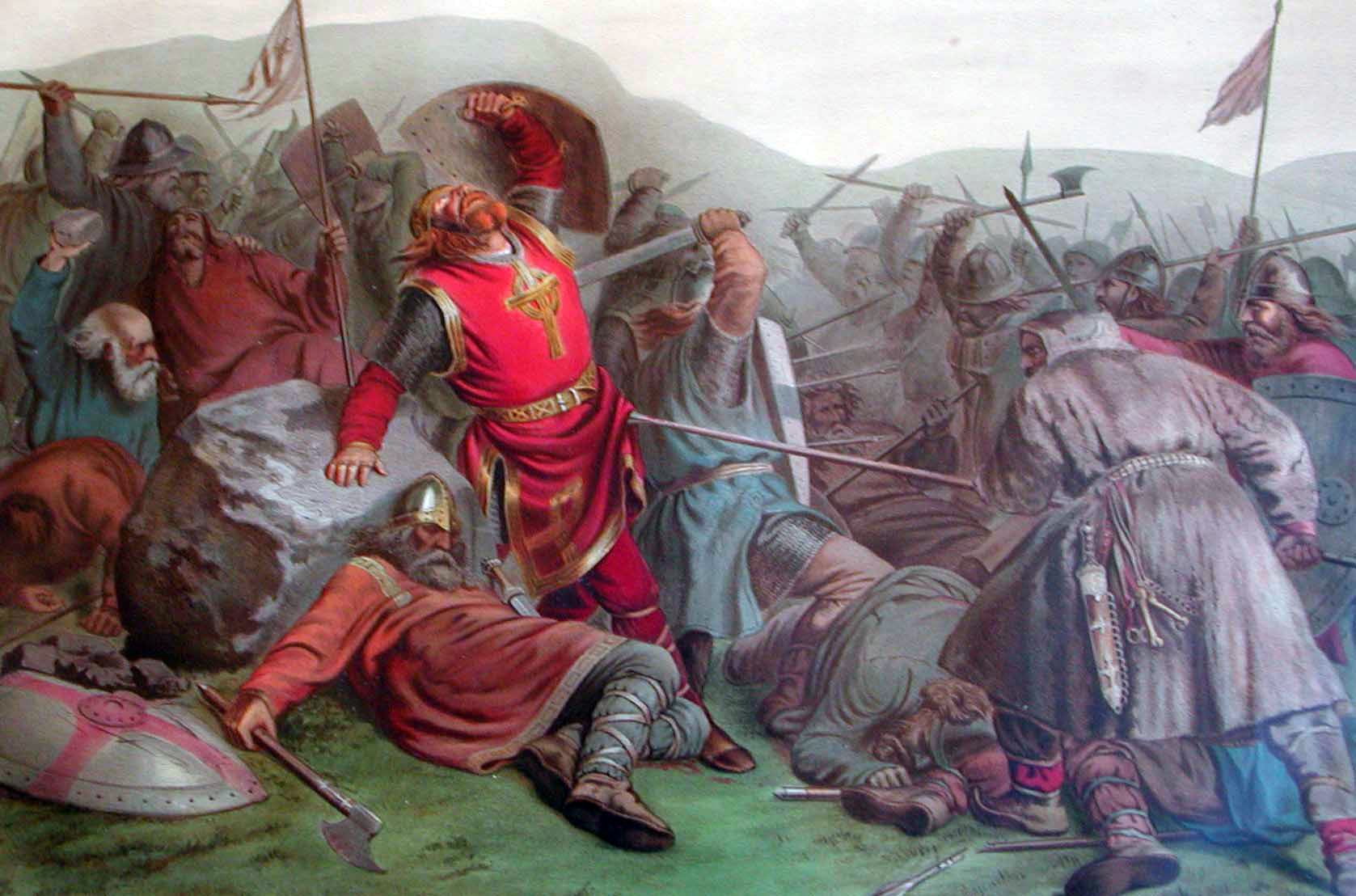
نقاشی رمانتیک مرگ اولاف دوم، پادشاه نروژ در سال ۱۰۳۰ که در سال ۱۰۰۸ در فنلاند در نبرد هردالر شکست خورد.

حملات وایکینگ‌ها به فنلاند فقط با چند کتیبه رونی در سوئد و همچنین برخی منابع حماسی نامشخص نشان داده شده‌است. طبق یک منبع حماسی، اولاف مقدس، بعدها پادشاه نروژ، به کشوری حمله کرد که اغلب به عنوان جنوب غربی فنلاند تعبیر شده‌است. اولاف در این جنگ شکست خورد.
تاریخ فنلاند قبل از قرن چهاردهم بسیار ضعیف است. با این حال، شواهد باستان‌شناسی، به عنوان مثال مطالعه بر روی ده‌ها تپه‌قلعه، نشان می‌دهد که قرن‌های ۱۲ و ۱۳ نسبتاً ناآرام بودند، زیرا سوئد و ایالت ولیکی نووگورود روسیه به آرامی سلطه خود را در شمال شرقی اروپا گسترش می‌دادند. پادشاهی سوئد از مسیحیت کاتولیک رومی دفاع می‌کرد، در حالی که نووگورود یک ایالت پیرو مسیحیت ارتدکس شرقی بود. چندین حمله به فنلاندی‌ها در تواریخ روسی در طول قرن‌های ۱۲ و ۱۳ ذکر شده‌است. در این دوران سوئدی‌ها و دانمارکی‌ها نیز به فنلاندی‌ها حمله کردند. این نبردها در تاریخ‌نگاری بعدی به عنوان جنگ‌های صلیبی نامگذاری شدند.
طبق حماسه ایسلندی اگیل، نورس‌ها و مردم فنلاند (شمالی) نیروهای خود را، ظاهراً در قرن دوازدهم، علیه حملات کارلیایی‌ها متحد کردند که - با کمک نووگورود (بخشی از روسیه امروزی) - به سمت شمال فنلاند و نروژ پیشروی کرده بودند.
برخی منابع حکایت از این دارند که کارلیایی‌ها شهر سیگتونا سوئد را در سال ۱۱۸۷ ویران کردند.
در سال ۱۲۵۱، کارلیایی‌های فنلاند دوباره با نروژی‌ها جنگیدند و در سال ۱۲۷۱ دو قوم فنلاندی، کون‌ها و کارلیایی‌ها، در جنگ‌ها و نبردها علیه نروژی‌ها در هالوگالند (هالوگالند) همراهی کردند.

## فنلاند به عنوان بخشی از سوئد

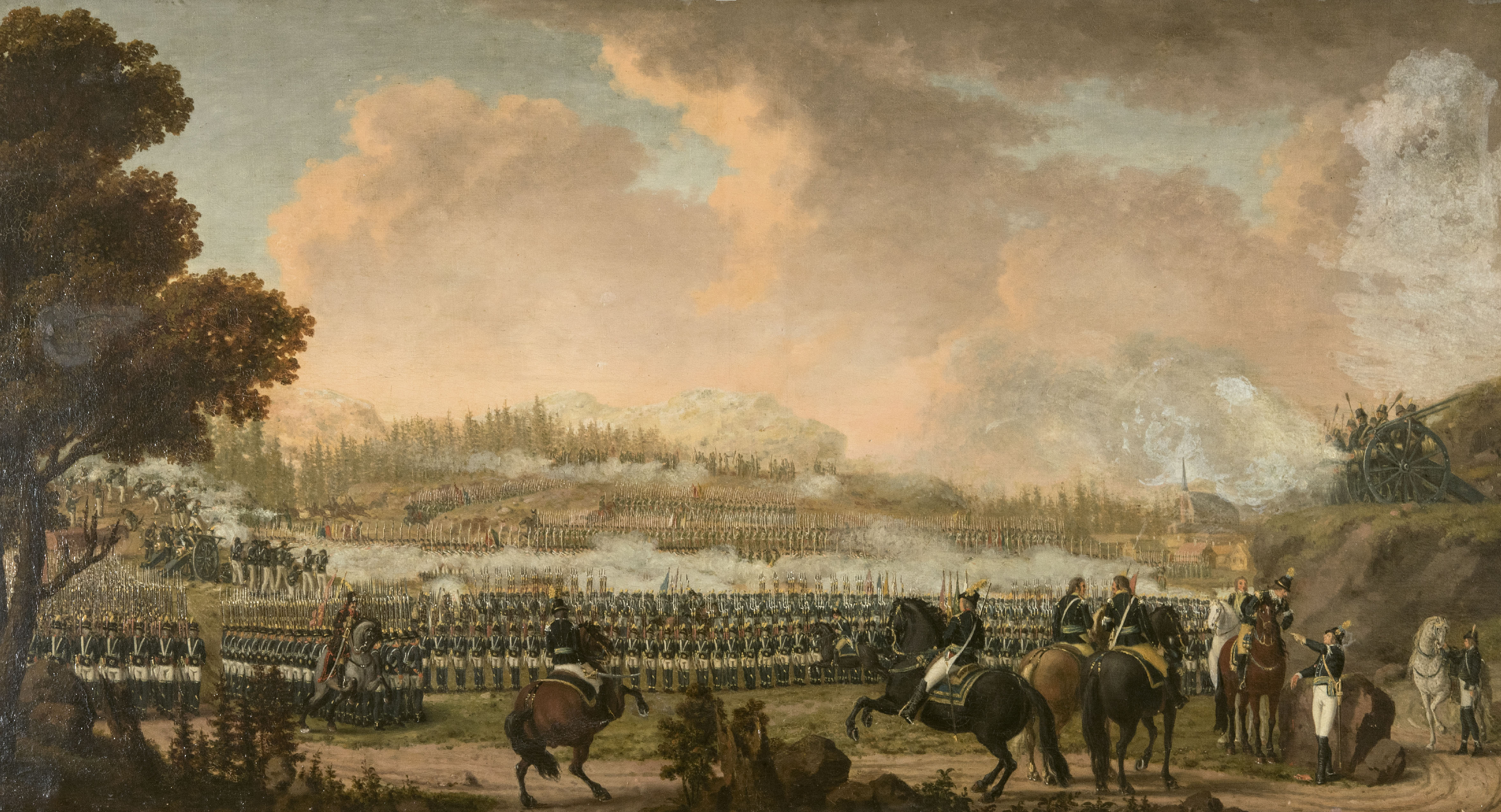
نبرد والکلا در سال ۱۷۹۰ در والکلا فنلاند بین سوئد و امپراتوری روسیه رخ داد. در آن زمان فنلاند جزء قلمرو سوئد بود.

در طی چندین قرن بعد، روند تدریجی و آهسته گسترش سوئد در فنلاند امروزی و تحکیم سوئد، نه از طریق جنگ‌های بین مردم فنلاند و سوئدی‌ها، بلکه از طریق سطوح مختلف جنگ‌ها و درگیری‌ها بین خود فنلاندی‌ها اتفاق افتاد.
در غرب، مردم تاواستیا (استان تاریخی) با سوئدی‌های کاتولیک همراه بودند، و در بخش‌های شرقی، کارلیایی‌ها با مردم روس پیرو کلیسای ارتدکس روسی همکاری می‌کردند.
در طول قرن‌های اولیه گسترش سوئد به سرزمین‌های اجدادی فنلاندی‌ها، که تا قرن شانزدهم و پس از آن ادامه داشت، نفوذ سوئد عمدتاً به مناطق جنوب غربی فنلاند کنونی محدود شد.
از سال ۱۳۲۳ تا ۱۸۰۹، فنلاند رسماً بخشی جدایی ناپذیر از امپراتوری سوئد بود، که ابتدا فقط سرزمین‌های جنوب غربی فنلاندی‌ها را شامل می‌شد، اما با گذشت زمان به سمت شرق گسترش یافت.
سربازان فنلاندی حداقل در ۳۸ جنگ شناخته شده سوئد جنگیدند، که همگی مربوط به جنگ قدرت در خاندان سلطنتی سوئد یا درگیری بین سوئد و سایر کشورها بود.

## دوک‌نشین بزرگ فنلاند
در نتیجه جنگ فنلاند ۱۸۰۸–۱۸۰۹ فنلاند تا زمان اعلام استقلال فنلاند در ۶ دسامبر ۱۹۱۷ این سرزمین دوک‌نشین بزرگ فنلاند در امپراتوری روسیه نام گرفت. در آن دوره نیروی زمینی فنلاند در جنگ‌های روسیه، مانند جنگ کریمه - که طی آن، در سال ۱۸۵۵، نیروی دریایی فرانسه و بریتانیا به فنلاند حمله کردند - و جنگ جهانی اول شرکت کرد.

## جمهوری فنلاند

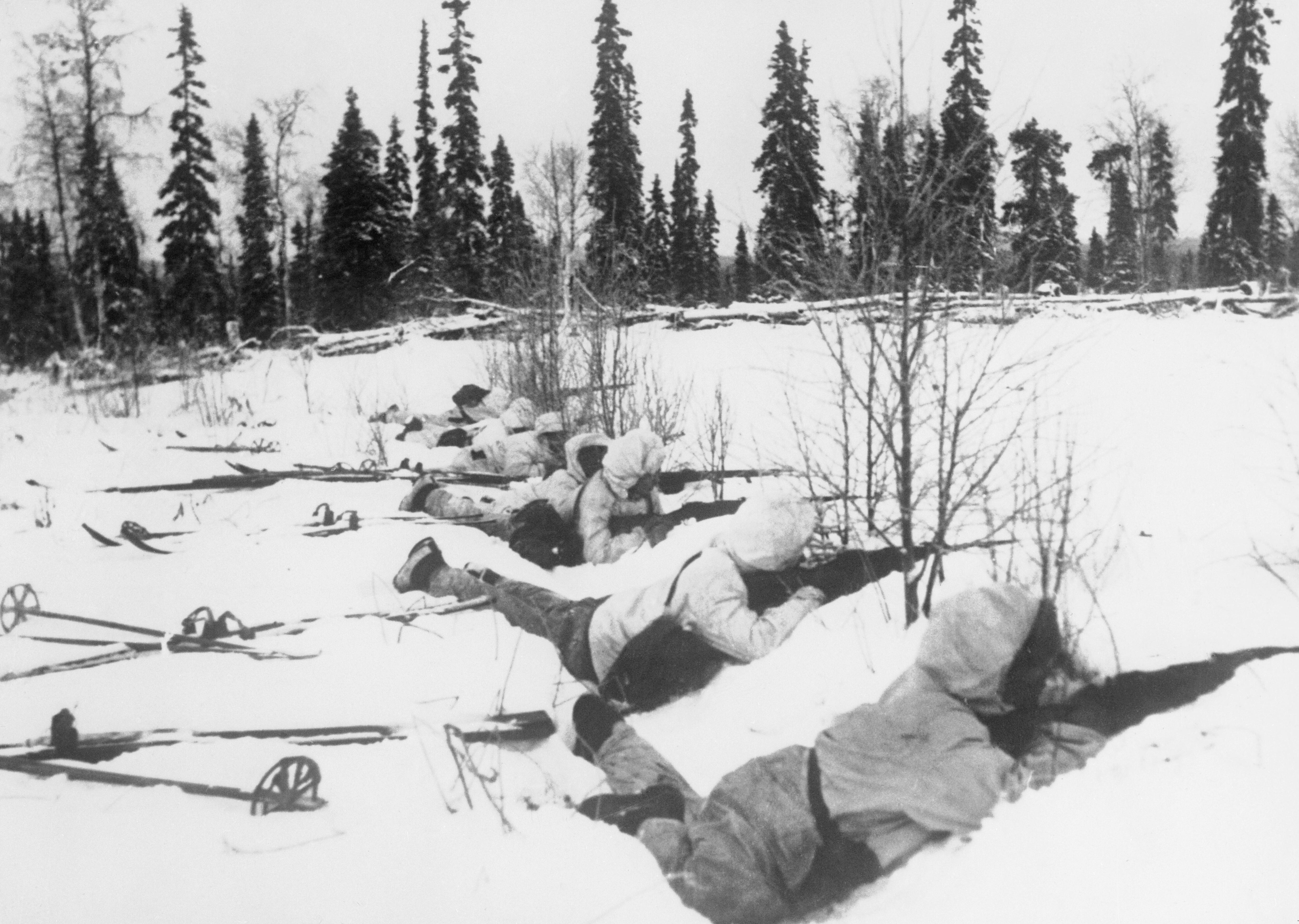
سربازان فنلاندی در شمال این کشور در ژانویه ۱۹۴۰، در طول جنگ زمستان.

از سال ۱۹۱۷ به بعد فنلاند یک جمهوری مستقل بوده‌است. این دوره با جنگ داخلی فنلاند در سال ۱۹۱۸، بین گارد سرخ (کمونیست‌ها) و گارد سفید (گروه‌های راست مختلط، لیبرال و میانه‌رو متحد علیه سرخ‌ها)، بلافاصله پس از اعلام استقلال فنلاند آغاز شد. اولی توسط جمهوری فدراتیو سوسیالیستی روسیه شوروی و دومی توسط امپراتوری آلمان حمایت می‌شد. گارد سفید در نهایت گارد سرخ را شکست دادند.

### جنگ جهانی دوم
در سال ۱۹۳۹، فنلاند در جنگ زمستان با اتحاد جماهیر شوروی در حال جنگ بود. این جنگ ۱۰۵ روز طول کشید.
جنگ مستمر علیه اتحاد جماهیر شوروی از تابستان ۱۹۴۱ تا پاییز ۱۹۴۴ به طول انجامید.
در سال‌های ۱۹۴۴ و ۱۹۴۵، فنلاند به نیروهای ورماخت که کشور را در جنگ لاپلند ترک می‌کردند، حمله کرد.

### پس از جنگ جهانی دوم
بلافاصله پس از تولد سازمان ملل، نیروهای نظامی فنلاند - از جمله انواع مختلف پرسنل نظامی و مستشاران - شروع به شرکت در بسیاری از عملیات‌های حفظ صلح سازمان ملل کردند که از سال ۱۹۵۶ با نیروی اضطراری سازمان ملل متحد در بحران سوئز شروع شد. استراتژی دفاعی در فنلاند پس از جنگ جهانی دوم نیاز به درایت و دیپلماسی داشت. نیروهای دفاعی فنلاند اساساً نیاز داشتند تا مهاجمان را مهار کرده و یک کریدور تخلیه، به احتمال زیاد به سمت غرب، ایجاد کنند، و مراکز پر جمعیت اطراف پایتخت به مکان امن نقل مکان شوند. از آنجایی که مشخص نبود نیروها از کدام جهت ممکن است در طول جنگ سرد به فنلاند وارد شوند، آمماشات و بی‌طرفی با ناتو، اتحاد جماهیر شوروی یا کشورهای همسایه ضروری بود.
در واکنش به حمله روسیه به اوکراین در سال ۲۰۲۲، فنلاند اعلام کرد که برای پیوستن به ائتلاف نظامی ناتو درخواست خواهد کرد و به سیاست بی‌طرفی خود پس از جنگ پایان داد. فنلاند در ۴ آوریل ۲۰۲۳ به ناتو پیوست